# Campionati europei di nuoto in vasca corta 2011 - Staffetta 4x50 metri misti femminile
La Staffetta 4x50 metri misti femminili degli europei di Stettino 2011 si è svolta il 10 dicembre 2011. Le batterie di qualificazione si sono disputate nella mattina e la finale nel pomeriggio.

## Medaglie
| Posizione | Nazione   | Atleti |
| --------- | --------- | --- |
| Oro       | Danimarca | Mie Østergaard Nielsen Rikke Møller Pedersen Jeanette Ottesen Pernille Blume                                              |
| Argento   | Russia    | Anastasia Zueva Valentina Artemyeva Irina Bespalova Margarita Nesterova Ksenia Moskvina* Daria Deeva* Viktoriya Andreeva* |
| Bronzo    | Polonia   | Aleksandra Urbańczyk Ewa Ścieszko Anna Dowgiert Katarzyna Wilk                                                            |

## Qualifiche
| Pos. | Nazione                                                                                         | Tempo                           | Batteria | Corsia | Note |
| ---- | ----------------------------------------------------------------------------------------------- | ------------------------------- | -------- | ------ | ---- |
| 1    | Danimarca Mie Østergaard Nielsen Rikke Møller Pedersen Jeanette Ottesen Pernille Blume          | 1'47”76 27”03 30”75 25”47 24”51 | 2        | 2      | Q    |
| 2    | Polonia Aleksandra Urbańczyk Ewa Ścieszko Anna Dowgiert Katarzyna Wilk                          | 1'49”21 27”09 31”20 26”43 24”49 | 2        | 4      | Q    |
| 3    | Russia Ksenia Moskvina Daria Deeva Irina Bespalova Viktoriya Andreeva                           | 1'49”60 27”65 30”86 26”24 24”85 | 2        | 1      | Q    |
| 4    | Germania Doris Eichhorn Dorothea Brandt Paulina Schmiedel Britta Steffen                        | 1'49”88 28”39 30”52 26”64 24”33 | 1        | 4      | Q    |
| 5    | Gran Bretagna Georgia Davies Stacey Tadd Jemma Lowe Amy Smith                                   | 1'49”93 27”81 31”77 26”23 24”12 | 2        | 7      | Q    |
| 6    | Bielorussia Aljaksandra Herasimenja Tatsiana Arzhakhouskaya Sviatlana Khakhlova Yuliya Khitraya | 1'50”18 27”32 32”11 26”16 24”59 | 2        | 5      | Q    |
| 7    | Svezia Michelle Coleman Joline Höstman Petra Granlund Magdalena Kuras                           | 1'50”28 27”71 31”40 26”47 24”70 | 1        | 5      | Q    |
| 8    | Italia Arianna Barbieri Lisa Fissneider Ilaria Bianchi Erika Ferraioli                          | 1'50”38 27”48 31”65 26”62 24”63 | 1        | 3      | Q    |
| 9    | Paesi Bassi Wendy Van der Zanden Tessa Brouwer Kira Toussaint Tamara Van Vliet                  | 1'50”83 27”97 31”43 26”95 24”48 | 1        | 6      | Q    |
| 10   | Norvegia Katharina Stiberg Henriette Brekke Monica Johannessen Cecilie Johannessen              | 1'51”09 28”10 31”46 27”11 24”42 | 2        | 3      | Q    |
| 11   | Francia Diane Bui Duyet Coralie Dobral Justine Bruno Charlotte Bonnet                           | 1'52”06 28”62 31”84 26”58 25”02 | 1        | 1      |      |
| 11   | Slovacchia Katarina Milly Zuzana Mimovicova Katarina Listopadova Miroslava Syllabova            | 1'52”06 28”21 32”05 26”80 25”00 | 1        | 2      |      |
| 13   | Finlandia Lotta Nevalainen Jenna Laukkanen Emilia Pikkarainen Marlene Niemi                     | 1'52”52 28”30 31”55 27”29 25”38 | 2        | 8      |      |
| 14   | Svizzera Florence Sigg Stephanie Spahn Melanie Schweiger Ivana Gabrilo                          | 1'52”74 28”64 31”73 26”98 25”39 | 1        | 7      |      |
| 15   | Bulgaria Ekaterina Avramova Vangelina Draganova Dobromira Ivanova Nina Ragelova                 | 1'54”41 27”86 32”29 28”42 25”84 | 1        | 8      |      |
| -    | Rep. Ceca Alzbeta Rehorkova Petra Chocová Aneta Pechancova Sandra Kazikova                      | -                               | 2        | 6      | DSQ  |

## Finale
| Pos. | Nazione                                                                                         | Tempo                           | Corsia | Note |
| ---- | ----------------------------------------------------------------------------------------------- | ------------------------------- | ------ | ---- |
| 1    | Danimarca Mie Østergaard Nielsen Rikke Møller Pedersen Jeanette Ottesen Pernille Blume          | 1'46”48 27”03 30”16 25”23 24”06 | 4      |      |
| 2    | Russia Anastasia Zueva Valentina Artemyeva Irina Bespalova Margarita Nesterova                  | 1'47”08 26”63 30”15 25”89 24”41 | 3      |      |
| 3    | Polonia Aleksandra Urbańczyk Ewa Ścieszko Anna Dowgiert Katarzyna Wilk                          | 1'48”70 27”13 30”89 25”78 24”90 | 5      |      |
| 4    | Gran Bretagna Georgia Davies Stacey Tadd Jemma Lowe Amy Smith                                   | 1'48”74 27”05 31”56 25”85 24”28 | 2      |      |
| 5    | Italia Arianna Barbieri Lisa Fissneider Ilaria Bianchi Erika Ferraioli                          | 1'49”00 27”15 31”23 26”31 24”31 | 8      |      |
| 6    | Svezia Michelle Coleman Joline Höstman Petra Granlund Magdalena Kuras                           | 1'49”11 27”48 31”10 26”31 24”22 | 1      |      |
| 7    | Bielorussia Aljaksandra Herasimenja Tatsiana Arzhakhouskaya Sviatlana Khakhlova Yuliya Khitraya | 1'49”52 26”97 32”52 25”58 24”45 | 7      |      |
| 8    | Paesi Bassi Wendy Van der Zanden Tessa Brouwer Kira Toussaint Tamara Van Vliet                  | 1'51”09 28”02 31”32 27”08 24”67 | 0      |      |
| -    | Germania Jenny Mensing Dorothea Brandt Doris Eichhorn Britta Steffen                            | -                               | 6      | DSQ  |
| -    | Norvegia Katharina Stiberg Henriette Brekke Monica Johannessen Cecilie Johannessen              | -                               | 9      | DSQ  |